# Gianluca Comin
Gianluca Comin (Udine, 2 de abril de 1963) es un gerente de negocios italiano. 

## Trayectoria profesional
Desde julio de 2002, fue director de Comunicación y después llegó a ser Director de Relaciones Externas en Enel. Fue miembro del consejo de Endesa, la empresa eléctrica española, así como el director Ejecutivo de Enel Cuore Onlus. 
Comin es un periodista profesional y el profesor de las estrategias de comunicación, en el Departamento de Economía de la Universidad Luiss y miembro de la junta de Civita. Él es también el miembro de la Junta Nacional de Confindustria y miembro del Consejo de administración. de la Fundación Italia-Japón. 
Gianluca Comin inició su carrera en 1986 como editor del diario "El Gazzettino" en Roma. En 1998 se convierte en Jefe de la Oficina de Prensa del Ministerio de Obras Públicas y en portavoz del ministro. 
En 1999 es nombrado Director de Relaciones Externas y responsable de la Montedison SpA Roma, donde gestiona la comunicación de la OPA Compart para Montedison, Compart para Burgo, Compart -Montedison para Falck-Sondel, Fiat-EDF para Montedison. Durante esta experiencia de trabajo gestiona y coordina también los contactos con las autoridades e instituciones nacionales y las de la UE. 
En septiembre de 2001 fue nombrado Director de Comunicación y Relaciones con los Medios de Telecom Italia; especialmente significativa es su contribución en la gestión de las relaciones con los medios internacionales y nacionales para todas las empresas del Grupo Telecom Italia y la coordinación de las oficinas de prensa corporativas y de finanzas, Domestic Wireline, Tim, Grupo Seat, IT Telecom, Telespazio. 
Durante los años fue el miembro de la Comisión de Comunicación del Ministerio de Cultura y Patrimonio, el miembro de la Comisión del Ministerio de Economía y Hacienda, que efectivamente selecciona ganadores del concurso para la comunicación integrada de los proyectos europeos para el sur de Italia, miembro del consejo de Syremont Spa (empresa del grupo Montedison), miembro de la Comisión para la información del Jubileo del año 2000, así como de la Presidencia del Consejo de Ministros y de la Comisión Asesora CCISS (Centro de Coordinación de Información sobre el tráfico). 
Ocupó el cargo de profesor de comunicación en los diferentes cursos de formación y master para universidades, institutos y organizaciones, incluida la CSM.

## Publicaciones
Gianluca Comin es el autor de las siguientes publicaciones: 
- Il modello di comunicazione integrata Enel (en “La comunicazione d’azienda”, Collesei -Ravà- Isedi, 2009);
- I nuovi strumenti per la gestione del consenso (en “Co-opetition”, Simonetta Pattuglia e Sergio Cherubini, Franco   Angeli, 2009);
- La Comunicazione alla prova del web (en “Comunicare, un successo”, Igor Righetti, UTET, 2009);
- Comunicare con gli eventi culturali: L'Estate di Raffaello (en “Comunicare con gli eventi”, Simonetta Pattuglia e Sergio Cherubini, Franco Angeli, 2007)

- Datos: Q2876110